# Ley antitabaco de Costa Rica
Ley antitabaco de Costa Rica, en marzo de 2012, Costa Rica aprobó una de las más estrictas normas sobre el fumado en el mundo por un votación de 45-2 votos a favor. Esta legislación ha prohibido el fumado en autobuses, taxis, trenes y sus terminales, sitios de trabajo, edificios públicos, restaurantes, bares, casinos y todos los edificios de acceso público cerrados, sin excepciones (no se permiten “áreas para fumadores" separadas). También prohíbe fumar en áreas recreativas o educativas exteriores como parques, estadios y campus universitarios. La ley requiere que los paquetes de cigarrillos muestren advertencias de texto y foto en al menos el 50 por ciento del embalaje.
Se introdujo un impuesto de veinte colónes por cigarrillo y se prohíbe cualquier forma de publicidad de tabaco, el uso de términos engañosos como "liviano" o "suave" y la venta de paquetes pequeños o cigarrillos individuales (fijando un mínimo de 20 cigarrillos por paquete). Los infractores serán multados con un mínimo de 180.000 colones (US $ 355). El cumplimiento de la ley ha sido sorprendentemente alto y el hábito de fumar ha desaparecido en áreas prohibidas. El gobierno y las instituciones privadas han iniciado varios programas y campañas de promoción para promover el abandono del hábito de fumar, con resultados muy positivos.